# Alfredo Dick
Alfredo ou Alfred Dick, né au XIXe siècle en Suisse, est un homme d'affaires italo-suisse.

## Biographie

### Juventus
Industriel dans la manufacture de cuirs, il est notamment connu pour avoir été l’un des président du Juventus FC. Il en devient le 5e président de 1905 à 1906 (succédant à Giacomo Parvopassu), dont il reste le seul président du club non italien pendant plus de 100 ans jusqu’à Jean-Claude Blanc en 2009.
Il transforma notamment le visage du club de Turin, composé jusqu'alors de beaucoup d'étudiants. Grâce à sa fortune, il augmenta la masse financière du club et fit venir de nombreux joueurs étrangers, surtout des suisses.
Avec ce club il remporta un titre national, le tout premier
gagné par la Juventus, dans la saison 1905.

### Torino F.C.
En 1906, après une suite de déboires et disputes avec ses autres dirigeants de Juventus, il menace de transférer le club en Suisse et de l'appeler le Jugend Fussverein.
Contraint de démissionner il quitta ce club pour fonder une nouvelle équipe. Le 3 décembre 1906 fut ainsi créé le Torino F.C., dont il fut d'abord conseiller et ensuite le président. Il est donc à l'origine  des deux grands clubs de la ville de Turin.

### Décès
Dick se suicida en 1909, à la suite d'une mise en examen pour banqueroute frauduleuse.
Son fils, Frédéric Dick, fut un joueur de football, et évolua dans l'équipe espoirs de Juventus.